# Małżeństwo po włosku
Małżeństwo po włosku (wł. Matrimonio all'italiana) – włosko-francuska komedia obyczajowa z 1964 roku w reżyserii Vittoria De Siki.